# Izabella Frączyk
Izabella Katarzyna Frączyk (ur. 4 lipca 1970 w Krakowie) – polska pisarka i scenarzystka. Z wykształcenia ekonomistka.

## Życiorys
.Uczęszczała do VIII Liceum Ogólnokształcącego w Krakowie. Jest absolwentką Akademii Ekonomicznej w Krakowie oraz Wyższej Szkoły Handlu i Finansów Międzynarodowych w Warszawie. Przez lata zajmowała się zarządzaniem działami sprzedaży w polskich i międzynarodowych korporacjach, by finalnie wyspecjalizować się w programach naprawczych dla małych i średnich firm.
Pisarstwem zajmuje się od 2009 roku. Jej domeną są powieści obyczajowe o zabarwieniu komediowym i satyrycznym. W 2010 roku wydała pierwszą powieść Pokręcone losy Klary, rok później – w 2011 – Kobiety z odzysku. W roku 2012 związała się z Wydawnictwem Prószyński i Spółka, by wraz z nim wydać kolejne powieści Dziś jak kiedyś (2013), Koniec świata (2014), Jak u siebie (2014), Siostra mojej siostry (2015), Do trzech razy sztuka (2016), Stajnia w Pieńkach cz. I – Koncert cudzych życzeń (2017), Stajnia w Pieńkach cz. II – Spalone mosty (2017), Stajnia w Pieńkach cz. III – Jedną nogą w niebie (2017), Śnieżna grań cz. I – Za stare grzechy (2018), Śnieżna grań cz. II – Pół na pół (2018), Wszystko nie tak! (2018), Kobiety z odzysku – Trudne wybory (2019), Spełniony sen (2019), Tornado. Świat według Ciumka (ebook) (2019), Wszystko nie tak! Tom 2 (2020), Kaprys milionera (2020), Kobiety z odzysku – Ryzykowne decyzje (2021), Upadek milionera (2021), Powrót milionera (2021),  Stajnia w Pieńkach cz. IV – Loteria życiowych szans (2021), Na kolanie (2022), Stajnia w Pieńkach cz. V – Z miłością pod wiatr (2022), Kobiety z odzysku – Wyrównane rachunki (2022), Sekretny składnik (2023), Kobiety z odzysku - Podłe intrygi (2023), Plan doskonały (2024), Kobiety z odzysku – Zuzka (prequel) (2025)
Jest mężatką, matką dwójki dzieci. Mieszka w Krakowie.

## Powieści
- Pokręcone losy Klary, Poligraf Wydawnictwo, 2010[2]
- Kobiety z odzysku, Poligraf Wydawnictwo, 2011[3]
- Dziś jak kiedyś, Prószyński Media, 2013[4]
- Koniec świata, Prószyński Media, 2014[5]
- Jak u siebie, Prószyński Media, 2014[6]
- Siostra mojej siostry, Prószyński Media, 2015[7]
- Do trzech razy sztuka, Prószyński Media, 2016[8]
- Stajnia w Pieńkach cz. I – Koncert cudzych życzeń, Prószyński Media, 2017[9]
- Stajnia w Pieńkach cz. II – Spalone mosty, Prószyński Media, 2017[10]
- Stajnia w Pieńkach cz. III – Jedną nogą w niebie, Prószyński Media, 2017[11]
- Śnieżna grań cz. I – Za stare grzechy, Prószyński Media, 2018[12]
- Śnieżna grań cz. II – Pół na pół, Prószyński Media, 2018[13]
- Wszystko nie tak!, Prószyński Media, 2018[14]
- Kobiety z odzysku – Trudne wybory, Prószyński Media, 2019[15]
- Spełniony sen, Prószyński Media, 2019[16]
- Wszystko nie tak! - Tom 2, Prószyński Media, 2020[17]
- Kaprys milionera, Prószyński Media, 2020[18]
- Kobiety z odzysku – Ryzykowne decyzje, Prószyński Media, 2021[19]
- Upadek milionera, Prószyński Media, 2021[20]
- Powrót milionera, Prószyński Media, 2021[21]
- Stajnia w Pieńkach cz. IV – Loteria życiowych szans, Prószyński Media, 2021[22]
- Na kolanie, Prószyński Media, 2022[23]
- Stajnia w Pieńkach cz. V – Z miłością pod wiatr, Prószyński Media, 2022[24]
- Kobiety z odzysku – Wyrównane rachunki, Wydawnictwo Bookend, 2022[25]
- Sekretny składnik –  Wydawnictwo Bookend, 2023[26]
- Kobiety z odzysku - Podłe intrygi, Wydawnictwo Bookend, 2023[27]
- Plan doskonały, Wydawnictwo Bookend, 2024[28]
- Kobiety z odzysku – Zuzka (prequel), 2025[29]

## Felietony
- Tornado. Świat według Ciumka (ebook), Prószyński Media, 2019[30]